# Marcus Meibom
Marcus Meibom (latinisiert auch Marcus Meibomius; * wohl 1630 in Tönning; † 1710 in Utrecht) war ein dänischer Altphilologe, Musiktheoretiker, Mathematiker, Antiquar und Bibliothekar.

## Leben
Marcus Meiboms bedeutendstes Werk erschien 1652, als er erst 22 Jahre alt war. In seiner Schrift Antiquae musicae auctores septem stellte er die altgriechischen musiktheoretischen Schriften von Aristoxenos, Pseudo-Euklid, Nikomachos von Gerasa, Alypios, Gaudentois, Bakcheios sowie Aristeides Quintilianus zusammen. Dazu bot er eine selbst gefertigte Übersetzung der Texte ins Lateinische. Zudem veröffentlichte er dort auch den lateinischen Text des siebten Buches von De nuptiis Philologiae et Mercurii des Martianus Capella. Für einen Teil der Schriften handelte es sich um die editio princeps. Das Werk blieb bis zum Erscheinen von Musici scriptores Graeci von Karl von Jan im Jahr 1895 das maßgebliche Werk auf dem Gebiet und blieb auch danach noch in Teilen für die Forschung nützlich. Seine Forschungen zur antiken Musik brachten Meibom eine Einladung an den schwedischen Hof von Königin Christina ein. Dort versuchte er die antike griechische Musik aufzuführen, womit er jedoch scheiterte, was zu harscher Kritik beispielsweise von Isaac Vossius führte. 1653 bis 1663 war er Bibliothekar in Kopenhagen.
Neben der Forschung zur Musik beschäftigte Meibom sich auch mit anderen altphilologischen Studien. So überarbeitete er Ambrosius Civenius’ lateinische Übersetzung von Diogenes Laertios’ Geschichte der Philosophie aus dem 15. Jahrhundert; diese erstmals 1692 erschienene Arbeit wurde danach immer wieder in spätere Diogenes-Ausgaben übernommen. Epiktet übersetzte er ins Lateinische und kommentierte sein Werk ebenso wie die Tabula Cebetis, die beide erst posthum durch Adriaan Reland publiziert wurden. Er widmete sich der Textkritik des hebräischen Alten Testaments, untersuchte insbesondere das Versmaß, und forschte zu den mathematischen Proportionen, die der Musiktheorie nahestehen.
Meibom galt als exzentrische und polemische Persönlichkeit, über die viele Anekdoten kursierten.

## Schriften
- Antiquae Musicae Auctores Septem. Graece et Latine. 1652 (online).
- De Proportionibus. 1655 (online).
- Liber de Fabrica Triremium. 1671 (online).
- Davidis psalmi X. 1690.
- Diogenes Laertius. 1692.
- Davidis Psalmi duodecim, & totidem Sacrae Scripturae Veteris Testamenti integra capita. 1698.